# Zygocera ovalis
Zygocera ovalis är en skalbaggsart som beskrevs av Stefan von Breuning 1939. Zygocera ovalis ingår i släktet Zygocera och familjen långhorningar. Inga underarter finns listade i Catalogue of Life.